# ナーイ
ナーイ（ペルシア語: نی、アラビア語: ناي）は、アラブ音楽で使われる無簧（むこう）（無リード）の葦の笛。
アラブ古典音楽で使われる代表的な三種の楽器（ウード、ナーイ、カーヌーン）の一。トルコ古典音楽（オスマン音楽）にネイ（トルコ語: ney）という葦笛がある。日本の尺八と比べられることもある。現トルコ・メヴレヴィー教団の創設者・ルーミー（詩人でもある）などスーフィー（イスラム神秘主義者）が愛好したりもするその宗教性・精神性も虚無僧が吹く尺八に似たところがある。
ルーマニアのナイ(nai)は、いわゆるパンパイプ。